# Первовагайское сельское поселение
Первовагайское се́льское поселе́ние — муниципальное образование в Вагайском районе Тюменской области Российской Федерации.
Административный центр — село Вагай.

## География
Площадь территории сельского поселения составляет 28296 гектар, в том числе: сельскохозяйственных угодий — 6697 га, из них пашни — 4026 га, других земель — 21599 га, из них лесов — 11196 га.

## История
Статус и границы сельского поселения установлены Законом Тюменской области от 5 ноября 2004 года № 263 «Об установлении границ муниципальных образований Тюменской области и наделении их статусом муниципального района, городского округа и сельского поселения».

## Население
| 2010  | 2011  | 2012  | 2013  | 2014  | 2015  | 2016  |
| ----- | ----- | ----- | ----- | ----- | ----- | ----- |
| 5384  | ↘5374 | ↘5259 | ↘5107 | ↘5040 | ↘5025 | ↗5059 |
| 2017  | 2018  | 2019  | 2020  | 2021  | 2023  |       |
| ↘5049 | ↗5056 | ↘5054 | ↗5066 | ↗5227 | ↗5289 |       |

## Состав сельского поселения
| № | Населённый пункт | Тип населённого пункта       | Население |
| - | ---------------- | ---------------------------- | --------- |
| 1 | Вагай            | село, административный центр | ↘4851     |
| 2 | Изюк             | деревня                      | 33        |
| 3 | Карелина         | деревня                      | 0         |
| 4 | Карелинское      | село                         | 1         |
| 5 | Мирный           | посёлок                      | 110       |
| 6 | Старый Погост    | деревня                      | 146       |
| 7 | Ульяновка        | деревня                      | 81        |

## Интересные факты
6 августа 1585 года в Сибирском ханстве, во время ночёвки в устье реки Вагай, погиб казачий атаман Ермак Тимофеевич. 